# Ulaanhus
Ulaanhus (mongoliska: Улаанхус Сум, Улаанхус, Ulaanhus Sum) är ett distrikt i Mongoliet.   Det ligger i provinsen Bajan-Ölgij, i den västra delen av landet, 1 300 km väster om huvudstaden Ulaanbaatar.